# Região de Planejamento do Baixo Balsas
A Região de Planejamento do Baixo Balsas é uma das 32 Regiões Administrativas do Estado do Maranhão. Está localizada na região sul do Estado, numa região de chapadas, e é a segunda Região com maior produção de grãos do Maranhão, logo atrás da vizinha Região de Planejamento dos Gerais de Balsas. Seu nome deve-se por situar-se no curso inferior do rio das Balsas. 
O município de São Raimundo das Mangabeiras é a cidade-polo da Região. Antes da Nova Regionalização do Estado, o qual Maranhão estava dividido em apenas 19 regiões, as cidades dessa Região Administrativa faziam parte da Gerência de Articulação Regional de Balsas.

## A composição da Regional
A região é formada por seis municípios:
- Benedito Leite
- Loreto
- Sambaíba
- São Domingos do Azeitão
- São Félix de Balsas
- São Raimundo das Mangabeiras

## Educação
Na área do ensino técnico a Região de Planejamento do Baixo Balsas conta com um campus do Instituto de Educação, Ciência e Tecnologia do Maranhão – IFMA, instalado no município de São Raimundo das Mangabeiras.